# Ebbo (Münsterschwarzach)
Ebbo († 11. August 918) war von 892 bis 918 Abt des Benediktinerklosters in Münsterschwarzach. Zu seiner Zeit zog das Kloster Megingaudshausen, das als Vorgängerkloster von Münsterschwarzach gilt, aus dem Steigerwald in die verlassenen Gebäude der Frauenabtei Schwarzach.

## Münsterschwarzach vor Ebbo
Vor der Amtszeit des Abtes Ebbo hatte das Kloster Megingaudshausen im Steigerwald bereits drei Klostervorsteher. Als Familienkloster der ostfränkischen Mattonen gegründet, diente es der Versorgung ihrer zweitgeborenen Söhne. Ähnliche Ziele dürfte auch die Stiftung der Frauenabtei Münsterschwarzach verfolgt haben, die im 8. und 9. Jahrhundert in den Gebäuden des heutigen Münsterschwarzach saß. Gegen 877 wurde sie aufgelöst und die Mönche aus dem Steigerwald konnten die leeren Bauwerke beziehen.

## Leben
Über das Leben des Abtes Ebbo ist nur sehr wenig bekannt. Einzig bekannte Zuordnung der Lebenszeit geschah durch die Klosterchronisten, die Ebbo als Zeitgenossen der Könige Arnulf, Ludwig dem Kind und Konrad I. bezeichneten. Irgendwann in seiner Amtszeit zog der Konvent des Klosters Megingaudshausen an den Main um und belebte die Gebäude des ehemaligen Frauenklosters neu. Möglich gemacht hatte dies eine Stiftung des Freisinger Bischofs Dracholf, der Nachfolger Ebbos werden sollte. Ebbo starb wohl am 11. August 918.